# Sejm Ustawodawczy (1947–1952)

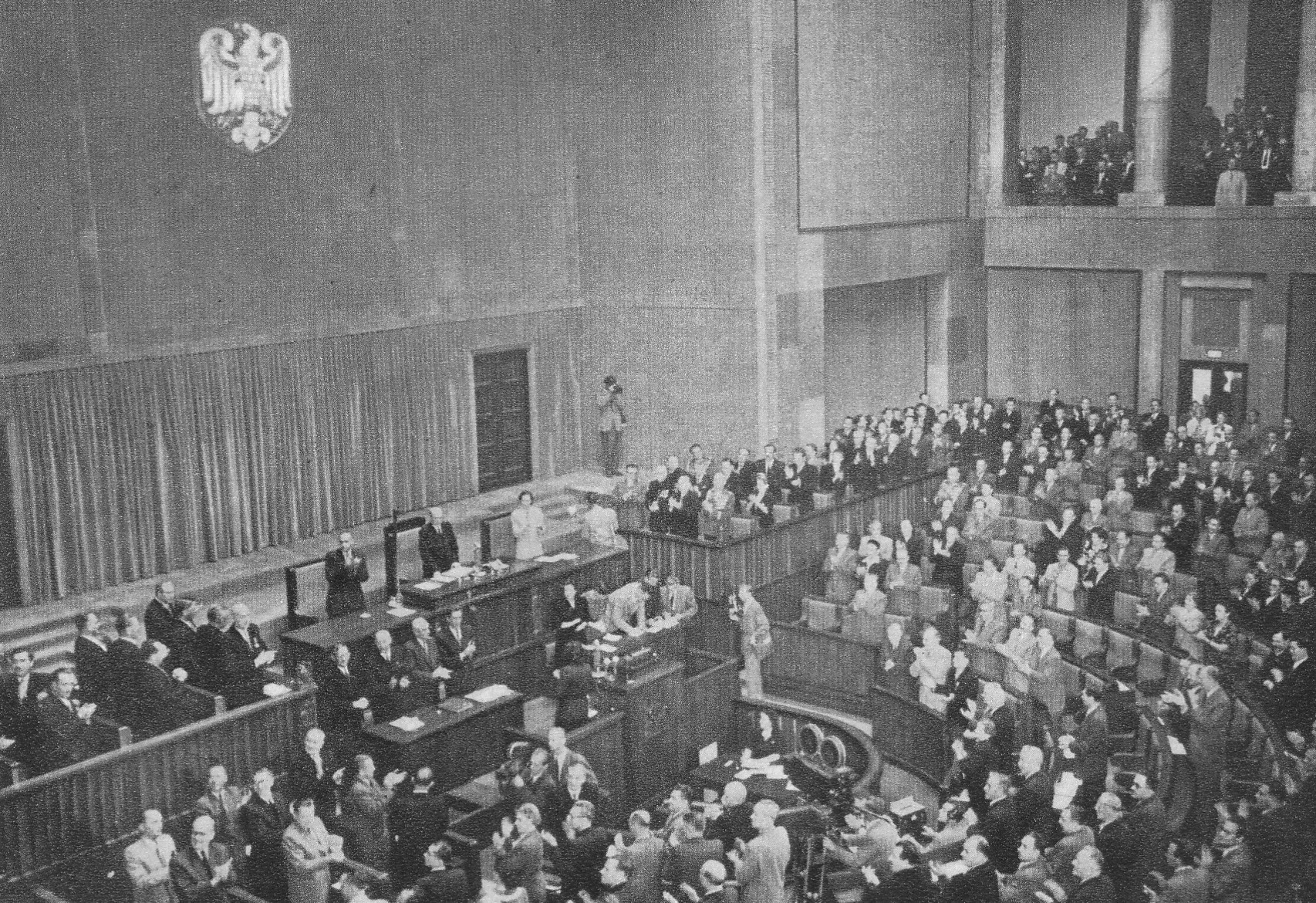
Uchwalenie przez Sejm Ustawodawczy Konstytucji Polskiej Rzeczypospolitej Ludowej, 22 lipca 1952

Sejm Ustawodawczy – polski Sejm wybrany dnia 19 stycznia 1947 r. w sfałszowanych przez komunistyczną Polską Partię Robotniczą wyborach, powołany w celu przyjęcia nowej konstytucji, działający według zasad określonych w ustawie konstytucyjnej z 19 lutego 1947 r. (tzw. Małej Konstytucji).
5 lutego 1947 r. Sejm wybrał na stanowisko Prezydenta RP Bolesława Bieruta. Przy braku Senatu, stwierdzono dogodną komunistom niemożność przeprowadzenia wyboru prezydenta w trybie przewidzianym w art. 39 Konstytucji z 17 marca 1921, na tym samym posiedzeniu Sejm przyjął ustawę konstytucyjną o wyborze Prezydenta Rzeczypospolitej, na mocy której Prezydenta wybierał Sejm, nie zaś Zgromadzenie Narodowe.
22 lipca 1952 Sejm uchwalił Konstytucję Polskiej Rzeczypospolitej Ludowej.

## Wyniki wyborów
Protokół z posiedzenia Państwowej Komisji Wyborczej z 27 stycznia 1947 został ogłoszone w Monitorze Polskim z 28 stycznia 1947. Oficjalne (sfałszowane) wyniki wyborów:
- Blok Demokratyczny (PPR, PPS, SD, SL (lubelskie)) – 80,1%
- Polskie Stronnictwo Ludowe – 10,3%
- Stronnictwo Pracy – 4,7%
- Polskie Stronnictwo Ludowe „Nowe Wyzwolenie” – 3,5%
- pozostali – 1,4%

Zachowane źródła nie pozwalają na odtworzenie prawdziwego wyniku wyborów. Na podstawie danych ze stu (na ponad 6 tys. łącznie) obwodów, na PSL oddano 63 proc. głosów, a na listę tzw. bloku – 27 procent.
Głosy zgodnie z Ordynacją Wyborczą do Sejmu Ustawodawczego (z dnia 22 września 1946) miały być przeliczane na mandaty metodą d'Hondta.

## Skład Sejmu
Marszałek: Władysław Kowalski (SL)
- Blok Demokratyczny: 394 mandaty;
- PSL: 28;
- Stronnictwo Pracy: 12;
- PSL „Nowe Wyzwolenie”: 7;
- pozostali: 3.